# ورگی
ورگی (به لاتین: Vergi) یک روستا در استونی است که در دهستان ویهولا واقع شده‌است.